# Литчфилд, Макс
Макс Литчфилд (англ. Max Litchfield; род. 4 марта 1995, Понтефракт, Йоркшир и Хамбер) — британский пловец. Чемпион Европы по плаванию. Серебряный и бронзовый медалист чемпионата Европы (2018).

## Карьера
На чемпионате Европы в Берлине в 2014 году, на дистанции 400 м комплексом, он занял четвертое место со временем 4:14,97.
В августе 2016 года во время Олимпийских игр в Рио-де-Жанейро на той же дистанции стал четвёртым, получив результат 4:11.62.
Четыре месяца спустя, на чемпионате мира в 25-метровом бассейне в Уинсоре на 400 м комплексом, он выиграл серебряную медаль и установил новый рекорд для своей страны (4:00.66).
В 2017 году во время чемпионата мира в Будапеште в отборочном раунде на 200 м он побил рекорд Великобритании (1:56,64), а в финале этого соревнования занял четвертое место показав результат 1:56,86. На расстоянии в два раза больше с результатом 4:09.62 установил новый рекорд для своей страны, в котором и занял вновь четвёртое место.
На чемпионате Европы в Глазго на дистанции 400 метров и 200 метров комплексным плаванием завоевал серебряную и бронзовую медаль.
В 25-метровом бассейне, на чемпионате Европы в декабре 2019 года, стал чемпионом континента на дистанции 400 метров комплексным плаванием, показав время 4:01,36.
В мае 2021 года на чемпионате Европы в Будапеште на дистанции 400 метров комплексным плаванием завоевал бронзовую медаль, проплыв в финальном заплыве за 4:11,56.